# Csaba László
 Csaba László , né le 13 février 1964, est un entraîneur et un ancien milieu de terrain roumano-hongrois.

## Biographie

### Carrière de footballeur
László joue pour plusieurs clubs en Roumanie, Hongrie et Allemagne de l'Ouest dont le Bayer 05 Uerdingen, le Volán FC et le BVSC Budapest, mais n'a jamais joué au plus haut niveau. Il a été contraint de prendre sa retraite à 27 ans en raison d'une blessure au genou.

### Carrière d'entraîneur
László commence à entraîner en Allemagne avec le BW Kerpen. Il entraîne ensuite l'équipe B du Tus Grevenbroich et du Borussia Mönchengladbach. Il y découvre des joueurs tels que Marcell Jansen, Eugen Polanski ou Tobias Levels lors de son passage en tant qu'entraîneur des jeunes du Borussia Mönchengladbach.

#### Équipe nationale hongroise
En janvier 2004, László rejoint la Hongrie, où il devient l'adjoint de l'allemand Lothar Matthäus au sein de l'équipe nationale hongroise.
L'ancien milieu de terrain seconde Lothar Matthäus lors des matchs de qualification pour la Coupe du monde 2006 en Allemagne.
Dans un groupe composé notamment de la Croatie et de la Suède, la Hongrie ne parviendra pas à se qualifier pour le mondial allemand.

#### Ferencváros
En juin 2004, il est nommé entraîneur de Ferencváros.
Un mois après sa nomination comme entraîneur, il bat le KF Tirana au deuxième tour de qualification de la Ligue des champions. Au tour suivant, le club est éliminé par le Sparta Prague. Ferencváros est ensuite repêché en Coupe UEFA, où il bat le Millwall FC et les Heart of Midlothian. Le club hongrois obtiendra également un match nul face au Feyenoord.
Ses succès avec Ferencváros lui vaudront le prix d'«Entraîneur hongrois de l'année» en 2005.

#### FC Sopron
En proie à des problèmes financiers en 2006, Csaba Laszlo rejoint le FC Sopron.
Après seulement quelques mois à la tête du FC Sopron, il devient le sélectionneur de l'Ouganda.

#### Équipe nationale ougandaise
Après sa nomination comme sélectionneur de l'Ouganda, ils ont raté la qualification pour la Coupe d'Afrique des nations de football au Ghana 2008, à la différence de buts, en faveur de Soudan.
Sous la direction de László, l'Ouganda est passé de 181 à 91 au classement FIFA, après un an à la tête. L'Ouganda a battu ses rivaux Nigéria et Angola pour la première fois de l'histoire et en décembre 2007, ils ont terminé troisième de la Coupe CECAFA.
Pendant son règne en tant qu'entraîneur national ougandais, des joueurs comme Ibrahim Sekagya, Noah Kasule et David Obua ont réussi à signer des contrats lucratifs à l'étranger.
Csaba est devenu un héros culte en Ouganda. Il a été surnommé "The Miracle Man" par la presse africaine.

#### Hearts of Midlothian
Il est nommé manager de l'équipe écossaise Hearts le 11 juillet 2008. Son premier transfert a eu lieu le 20 juillet 2008 lorsqu'il a signé David Obua, qui était un membre essentiel de son équipe ougandaise, sur un transfert gratuit du club sud-africain Kaizer Chiefs.
Durant sa première saison avec Hearts, Csaba László a guidé l'équipe vers une troisième place en Scottish Premier League et une qualification pour la première Ligue Europa.
László a ensuite été nommé "Manager de l'année" par la Scottish Football Writers 'Association et la Scottish Premier League elle-même.
Étonnamment, László a été limogé le 29 janvier 2010.
Même s'il n'a été manager des Hearts que pendant 18 mois, László a occupé le poste plus longtemps que tout autre entraîneur pendant la présidence de Vladimir Romanov .

#### Charleroi SC
Le 23 septembre 2010, Laszlo devient entraîneur du club belge du Sporting de Charleroi.
Il remplace Jacky Mathijssen, limogé après une défaite cinglante 0-5 contre le FC Bruges et a pour mission de sauver le club de la relégation.
Le 17 mars 2011, malgré le soutien du président Abbas Bayat, les mauvais résultats conduisent à son licenciement.
Csaba Laszlo n'aura obtenu que 3 victoires en 20 matches de championnat et possède le 2e plus mauvais bilan chiffré de l'histoire du club (13 points sur 60), derrière l'entraîneur écossais Tommy Craig.

#### Équipe nationale de La Lituanie
En 2012, il a été nommé entraîneur de la Lituanie.
En septembre 2013, László a démissionné après de mauvais résultats.

#### MTK Budapest
MTK a nommé László comme entraîneur-chef en 2015. Sous sa direction, MTK a mené la ligue hongroise pendant plusieurs semaines malgré l'un des budgets les plus bas et les équipes les plus jeunes de la ligue. Pendant les vacances d'hiver en Turquie, plusieurs désaccords sur la politique de transfert avec le conseil d'administration du club ont conduit László à être lâché par le club. MTK s'est qualifié pour la compétition européenne à la fin de la saison.

#### Dunajská Streda
Le 20 octobre 2016, il est nommé entraîneur principal du club slovaque de Dunajská Streda  Lorsque László a pris le relais au club slovaque, ils étaient en bas du championnat. Il a transformé Dunajská Streda en une équipe gagnante et a réussi à les sortir de la zone de relégation, dans un retour incroyable qui les a vus manquer de peu une place en Ligue Europa. Il a guidé son équipe vers un record de 16 matchs sans défaite, qui est un nouveau record dans le Championnat de Slovaquie.

#### Dundee United
László revient en Écosse en novembre 2017 pour être le T1 du  Dundee United FC entraîneur.
United a terminé troisième du Championnat d'Écosse de football 2017-2018, mais a ensuite perdu lors des éliminatoires de promotion contre Livingston.

#### Sepsi
Le 29 mai 2019, Csaba László a été nommé nouvel entraîneur-chef de Sepsi. Sous sa direction, Sepsi n'a pu gagner que deux des 16 matches de championnat, ce qui a conduit à son licenciement le 12 novembre 2019.

#### Chennaiyin
Le 29 août 2020, László a été nommé manager de l'équipe Indian Super League Chennaiyin FC pour la saison 2020-21. Sur Il a remporté son premier match en tant qu'entraîneur du Chennaiyin FC contre Jamshedpur.

## Vie personnelle
László est d'origine  Székely. Il est marié et père de deux enfants et a étudié à l'école secondaire publique de Odorheiu Secuiesc, Roumanie et dans l'extension universitaire de Feliceni, Roumanie. Il parle quatre langues: Anglais, Allemand, Hongrois et Roumain.Faisant partie d'une minorité hongroise en Roumanie ou minorité ethnique alors qu'il grandissait en Roumanie communiste, il a été contraint d'écouter Matchs de football hongroissur la radio en secret car les émissions de radio étrangères ont été interdites. Il a dit à ce sujet: "" La vie sous le régime était brutale. C'était particulièrement difficile pour nous Hongrois vivant là-bas. Nous avions l'habitude d'écouter secrètement les matchs de  Ferencváros à la radio "".

## Statistiques des entraîneurs
| Équipe          | –de               | –à                | Statistiques | Statistiques | Statistiques | Statistiques | Statistiques | Statistiques | Statistiques | Statistiques |
| Équipe          | –de               | –à                | M            | V            | N            | D            | BM           | BE           | GD           | V. %         |
| --------------- | ----------------- | ----------------- | ------------ | ------------ | ------------ | ------------ | ------------ | ------------ | ------------ | ------------ |
| Ferencváros     | 1 juillet 2004    | 10 novembre 2005  | 49           | 22           | 11           | 16           | 78           | 58           | +20          | 44,9%        |
| Ouganda         | 10 juillet 2006   | 30 juin 2008      | 20           | 8            | 6            | 6            | 30           | 18           | +12          | 40%          |
| Hearts          | 11 juillet 2008   | 29 janvier 2010   | 67           | 27           | 17           | 23           | 68           | 71           | –3           | 40,29%       |
| Royal Charleroi | 23 septembre 2010 | 17 mars 2011      | 20           | 3            | 3            | 14           | 13           | 33           | –20          | 15%          |
| Lituanie        | 12 janvier 2012   | 12 septembre 2013 | 16           | 2            | 4            | 10           | 12           | 28           | –16          | 12,5%        |
| MTK             | 13 juin 2015      | 3 février 2016    | 24           | 9            | 7            | 8            | 31           | 24           | +7           | 37,5%        |
| Dunajská Streda | 17 novembre 2017  | 18 septembre 2018 | 22           | 11           | 7            | 4            | 27           | 16           | +11          | 50%          |
| Dundee United   | 8 novembre 2017   | 30 septembre 2018 | 43           | 18           | 9            | 16           | 75           | 67           | +8           | 48,86%       |
| Total           | Total             | Total             | 261          | 100          | 64           | 97           | 334          | 315          | +19          | 38,31%       |

## Honneurs
- Manager of the Year in Hungary (Manager de l'année en Hongrie) : 2003–04[18]. par l'Association hongroise de football
- Manager of the Year in Scotland (Manager de l'année en Écosse): 2008–09[19]. par la Scottish Football Writers 'Association et la Scottish Premier League'